# 生田目修
生田目 修（なまため おさむ、1924年（大正13年）8月24日 - 1999年（平成11年）6月20日）は、日本の陸軍軍人及び航空自衛官。第16代航空幕僚長。

## 略歴
陸軍航空士官学校卒業後は岐阜基地で実用機の訓練中に終戦を迎える。
戦後は郷里の茨城・日立に帰り農協に勤めるが、警察予備隊の旧軍出身者第一陣として1951年（昭和26年）6月に入隊。入隊後は普通科連隊の中隊長等を務めるが、1954年（昭和29年）9月、航空自衛隊創設と同時に転官。浜松でパイロットのリフレッシュ訓練を受けるが健康上の理由で要撃管制要員へ転換。
1955年（昭和30年）に要撃管制の米国留学第1期生として米国で訓練を受ける。その後の勤務は航空幕僚監部、航空総隊等で、作戦・運用と防衛一筋のエリートコースをたどり、3次防、4次防の策定、さらに空幕防衛部長として「防衛計画の大綱」の策定に携わった。
空幕長就任後も日米共同訓練の推進やF-15部隊の新編などに取り組み、56中業の策定にも尽力した。なお、要撃管制官出身としては初めての航空幕僚長であった。

## 年譜
- 1942年（昭和17年） - 茨城県立太田中学校（現在の茨城県立太田第一高等学校）卒業（中38回卒）
- 1945年（昭和20年）
  - 3月20日 - 陸軍航空士官学校卒業（第58期）[2]
  - 7月1日 - 陸軍少尉任官
- 1951年（昭和26年）
  - 6月 - 警察予備隊入隊（2等警査）
  - 8月 - 2等警察士
- 1952年（昭和27年）7月 - 1等警察士
- 1954年（昭和29年）9月 - 航空自衛隊に転官
- 1968年（昭和43年）1月1日 - 1等空佐昇任
- 1969年（昭和44年）7月16日 - 航空総隊司令部防衛部防衛班長
- 1971年（昭和46年）7月16日 - 中部航空警戒管制団第44警戒群司令兼峯岡山分とん基地司令
- 1972年（昭和47年）7月17日 - 航空幕僚監部人事教育部付
- 1973年（昭和48年）7月16日 - 航空総隊司令部防衛部勤務
- 1974年（昭和49年）7月1日 - 空将補昇任
- 1975年（昭和50年）4月1日 - 航空幕僚監部防衛部長
- 1977年（昭和52年）7月1日 - 空将昇任、航空総隊司令部幕僚長
- 1978年（昭和53年）7月1日 - 第14代 西部航空方面隊司令官
- 1979年（昭和54年）3月16日 - 第18代 航空幕僚副長
- 1981年（昭和56年）2月16日 - 第16代 航空幕僚長
- 1983年（昭和58年）4月26日 - 退官。退官後は伊藤忠エレクトロニクス顧問を務める。
- 1994年（平成06年）11月3日 - 勲二等瑞宝章受章[5][6]
- 1999年（平成11年）6月20日 - 敗血症のため茨城県日立市の病院で死去（享年74）[1]、叙・正四位[7]

## 栄典
- レジオン・オブ・メリット・コマンダー - 1981年（昭和56年）11月17日
- 勲二等瑞宝章 - 1994年（平成6年）11月3日